# بيتر ماكنزي (مبارز بالسيف)
بيتر ماكنزي (بالإنجليزية: Angus McKenzie)‏ هو مبارز بالسيف بريطاني، ولد في 13 مارس 1936 في ريتشموند ‏ في المملكة المتحدة.

## وصلات خارجية
- بيتر ماكنزي على موقع أوليمبيديا (الإنجليزية)